# Jacques Noël Sané
Jacques Noël Sané (Brest, 18 febbraio 1740 – Parigi, 22 agosto 1831) è stato un ingegnere francese, noto come Le Vauban de la Marine. Durante la sua carriera fu progettista dei 9 vascelli da 118 cannoni classe Commerce de Marseille costruiti tra il 1778 e il 1813, dei 5 vascelli da 110 cannoni classe Commerce de Paris realizzati tra il 1804 e il 1811, dei 27 vascelli da 80 cannoni classe Tonnant costruiti tra il 1787 e il 1813, e dei 107 vascelli da 74 cannoni classi Annibal e Téméraire costruiti tra il 1783 e il 1841. Inoltre progettò i piani realizzativi di 65 fregate da 18 classi Hébé, Virginie, Hortense, e Pallas, realizzate tra il 1781 e il 1814. Tra le sue realizzazioni anche la gabare, poi riclassificata corvetta, Uranie utilizzata da Louis de Freycinet per il suo viaggio intorno al mondo del 1817-1820.

## Biografia

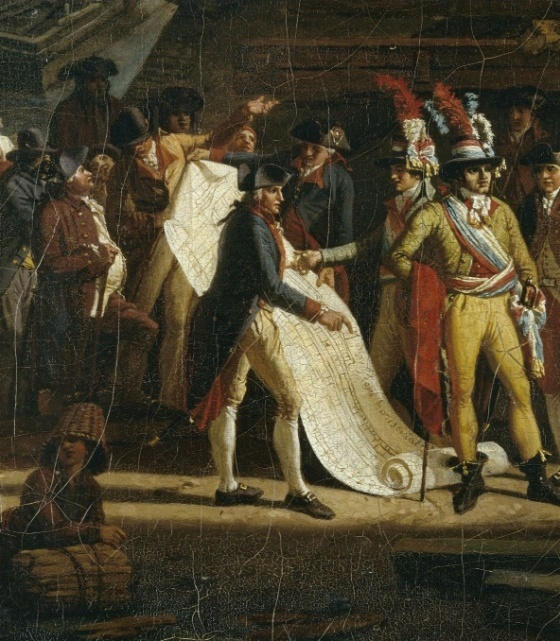
Sané srotola i piani costruttivi di un suo vascello davanti a André Jeanbon Saint André, membro del Comitato di salute pubblica per la marina, inviato speciale della Convenzione nazionale a Brest tra il 1793 e il 1794.

Nacque a Brest il 18 febbraio 1740, all'interno di una famiglia di marinai. All'età di quindici anni fu ammesso come aspirante allievo costruttore presso l'arsenale di Brest. Divenuto studente ingegnere nel 1758, entrò presso l'Accademia reale di costruzioni navali di Parigi, creata da Henri Louis Duhamel du Monceau, nel 1765, e diplomandosi sotto-ingegnere costruttore il 1 ottobre 1766.  Nel 1767 lavorò sotto Olivier il Vecchio sulle navi militari e con Antoine Choquet de Lindu sulle navi mercantili. Nel 1769 si imbarcò sulla fluyt Seine, diretta in Martinica, dove progettò e realizzò quattro chiatte e una draga.
Promosso ingegnere costruttore nel 1774, progettò i vascelli della classe Annibal da 74 cannoni, che comprendeva Annibal e Northumberland, e il vascello da 64 cannoni Sphinx e di numerose fregate da 26 cannoni da 12 libbre in batteria.
Sui piani stesi da Antoine Groignard terminò anche la costruzione della fregata da 32 cannoni Surveillante.
Proseguì la sua attività durante il corso della guerra d'indipendenza americana e realizzò la standardizzazione dei piani costruttivi della marina riguardanti le fregate da 18 cannoni, i vascelli da 74 cannoni Classe Téméraire, di quelli da 80 della classe Tonnant e da 118 della classe Océan voluta dai ministri Antoine de Sartine e Charles Eugène Gabriel de la Croix e dall'ingegnere Jean-Charles de Borda. Le navi francesi della classe Tonnant catturate dagli inglesi e riarmate della Royal Navy sotto i nomi di Indomitable, il Sans Pareil, Lightning e Thunderer furono molto apprezzata dai vertici dell'Ammiragliato britannico.
Nell'aprile 1779 raggiunse Saint-Malo per costruire la fregata da 26 cannoni da 12 la Vénus, ed eseguì anche i piani realizzativi delle fregate  Aigle, Cléopâtre (1781), Thisbé e della Dryade.
Ammesso all'Académie royale de marine il 18 giugno 1787, fu promosso sottodirettore della costruzioni navali nel 1789.
Nel 1793, come direttore del porto di Brest, decise di smantellare il ponte di batteria delle navi di linea più vecchie Brutus, Pluton e Argonaute.
Nel 1796 fu nominato membro dell'Accademia francese delle scienze, e il 7 luglio 1798 Ispettore delle costruzioni navali dell'Atlantico, su un territorio che si estendeva da Dunkerque a Bayonne. Ispezionò tutti i porti e si inoltrò nelle foreste dei Pirenei per selezionare il legno necessario alla costruzione delle navi.
Tra il 1800 e il 1817 fu ispettore generale del genio marittimo, e divenne Ufficiale della Legion d'onore e Barone dell'Impero nel 1810.
Nel 1807 progettò un tipo di corvetta che rimase in servizio fino alla fine della marina a vela. Lo stesso anno Napoleone Bonaparte chiese che fosse istituita una raccolta di accurati modelli di navi per documentare la marina francese. Il ministro Denis Decrès lo incaricò della realizzazione del progetto, noto come la collezione di modelli Trianon, per il quale vennero appositamente creati 13 modelli e raccolti e aggiornati altri 6.
Nel 1808 progettò un nuovo tipo di vascello da 110 cannoni il cui primo esemplare sarà il Commerce de Paris. Dopo la restaurazione fu nominato Cavaliere dell'Ordine di San Michele e Cavaliere dell'Ordine di San Luigi. Messo a riposo improvvisamente nel corso del 1817, fu successivamente nominato Grande ufficiale della Legion d'onore da re Carlo X.
Nel 1820 fu nominato presidente della Commissione di Parigi, sebbene non fosse mai coinvolto nell'imminente rivoluzione dei piroscafi a vapore. La prima corvetta a ruote propulsa a vapore della marina francese, la Sphinx, entrò in servizio nel 1829. Si spense a Parigi il 22 agosto 1831, all'età di 91 anni.
È sepolto nel cimitero di Montmartre.
La Marine nationale ha intitolato a Jacques Noël Sané tre navi da guerra.: una fregata a ruote, costruita a Cherbourg a partire dal 1840, varata nel 1847, che ha partecipato alla guerra di Crimea, ed è naufragata nel 1859; un incrociatore impostato nel 1867 a Tolone, varato nel 1869 e disarmato nel 1914; un sommergibile della classe Q (il Q106), costruito a Tolone a partire dal 1912, varato nel 1916 e che ha preso parte alla prima guerra mondiale, venendo radiato nel 1939. Il suo nome è stato dato alla promozione 2004 dell'ENSTA Bretagne, scuola appartenente alla École nationale supérieure de techniques avancées di cui fu allievo.

### Annotazioni
1. ↑  Suo padre e suo nonno avevano militato entrambi nella marina francese.

### Fonti
1. 1 2 3  Levot, Doneaud 1866, p. 472.
2. ↑  Jacquin 2002, p. 45.
3. ↑  Jacquin 2002, p. 46.
4. ↑  Gibouin 1982-1983, p. 217.
5. ↑  Debusscher 2005, p. 36.
6. ↑  Jacquin 2002, p. 51.
7. ↑  Jacquin 2002, p. 48.
8. 1 2  Levot, Doneaud 1866, p. 473.
9. ↑  Debusscher 2005, p. 38.
10. ↑  Jacquin 2002, pp. 53-54.
11. 1 2 3 4 5  Levot, Doneaud 1866, p. 474.
12. ↑  Hélène Tromparent-de Seynes, Jacques-Noël Sané, brillant ingénieur de la Marine, p. 46.
13. ↑  Exposition virtuelle : La "Collection Trianon"
14. ↑  Debusscher 2005, p. 39.
15. ↑  Vichot 1967, p. 126.